# Argyranthemum pinnatifidum succulentum
A estreleira (Argyranthemum pinnatifidum subespécie succulentum), popularmente conhecida como malmequer ou pampilhos, é uma planta do género botânico da família Asteraceae, espécie endémica da ilha da Madeira.
A autoridade científica da subespécie é (Lowe) Humphries, tendo sido publicada em Bulletin of the British Museum (Natural History), Botany 5(4): 224. 1976.
Apresenta-se como um arbusto perene, lenhoso bastante ramificado com até 80 centímetros de altura. Esta planta tem folhas suculentas, escassamente penatilobadas a quase inteiras, de 4 a 10 centímetros de comprimento. Esta planta possui capítulos com flores marginais de lígula branca com as flores do disco amarelas, dispostos, em número de 1 a 3, numa inflorescência corimbosa.
Trata-se de uma subespécie endémica da ilha da Madeira, que surge nas escarpas litorais da Ponta de São Lourenço e áreas próximas.
A floração desta planta ocorre entre Março e Junho.

## Protecção
Encontra-se protegida por legislação portuguesa ou da Comunidade Europeia, nomeadamente pelo Anexo IV da Directiva Habitats e pelo Anexo I da Convenção sobre a Vida Selvagem e os Habitats Naturais na Europa.